# Mythes et mythologies politiques
Mythes et mythologies politiques est un ouvrage de l’historien français Raoul Girardet paru en 1986.

## Méthodologie
Les travaux concernant l’histoire des idées politiques se consacrent presque exclusivement aux systèmes de pensées rationnels (par exemple Montesquieu, Marx). Par cette étude, Raoul Girardet a souhaité restaurer la place occupée par l’imaginaire dans l’histoire des idées politiques, car lui seul explique parfois la puissante attirance qu’ont exercée les systèmes rationnels. Cependant ce travail n’est pas allé sans difficultés. Il fallait d’abord définir le mythe – à la fois explication, fabulation, facteur de mobilisation, mais aussi mode particulier de discours, semblable au rêve –, puis une méthode de travail. Enfin, il fallait tenir compte des risques d’une telle entreprise, notamment le risque de simplification : en soulignant les analogies structurelles, on peut en arriver à effacer toutes les différences qui distinguent les idéologies.
Cependant, une fois ces difficultés et ces risques pris en compte, l’étude  peut être menée, et Girardet l’organise autour de quatre thèmes qui sont, au fond, quatre exemples tendant à démontrer l’importance fondamentale de l’imaginaire, du mythe, dans l’évolution des idées politiques et de la société. Ces quatre thèmes sont les suivants :
- le mythe de l’unité
- le mythe du sauveur
- le mythe de l’âge d’or
- le mythe du complot / de la conspiration

Ces quatre démonstrations tendent aussi à expliquer, de manière générale, comment naissent les mythes politiques. Ceux-ci apparaissent dans les périodes critiques, dans les moments de crise d’identité, de malaise lié aux mutations de la société et du mode de vie. La naissance du mythe peut donc être interprétée ainsi comme le signe d’un dérèglement de la société : en effet, en temps normal, les cérémonies et autres fêtes collectives suffisent à satisfaire l’imaginaire. C’est lorsque les tensions internes croissent que le mythe devient nécessaire, l’imaginaire réagissant contre des changements et un désenchantement (au sens wéberien) qu’il ressent comme une agression.

## Les quatre mythes étudiés
Dans son introduction, R. Girardet définit sa méthode de travail, qui consiste d’abord à définir les contours de la « constellation » mythologique, puis à en dégager les structures fondamentales, avant  d’avancer des explications et des interprétations. Il présente dans l’ouvrage quatre mythes politiques.

### La conspiration
Pour définir les contours de cette « constellation », l’auteur fait appel à trois récits, qui symbolisent les trois composantes d’un même mythe. Le premier récit est le Discours du rabbin, document qui inspirera les Protocoles des Sages de Sion, et qui entretient l’idée d’une conspiration juive. Le second est un extrait du Juif errant, d’Eugène Sue, qui met en avant un complot jésuite. Le dernier récit est issu de Joseph Balsamo, d’Alexandre Dumas, et représente la conspiration maçonnique. 
Pour ces trois aspects du complot, on trouve des structures et des thèmes communs. Qu’il s’agisse des Juifs, de la Société de Jésus, ou des francs-maçons, l’idée d’une organisation pyramidale, dirigée par une autorité anonyme, et dans laquelle l’individu est happé, est toujours présente. Le caractère universel de l’organisation constitue un danger pour la patrie, les conspirateurs apparaissant comme des éléments exogènes et non identifiés, exclus du corps social. L’organisation s’entoure du plus grand secret, ce qui se traduit sur le plan de l’imagerie par des rencontres nocturnes, dans des lieux sombres (souterrains, caves), entre des individus masqués et vêtus de noir. L’objectif du complot est la domination du monde, la volonté de puissance des conspirateurs n’ayant d’autres limites que l’univers lui-même. À cette fin, sont utilisés l’espionnage mutuel, la trahison, et surtout la manipulation. Celle-ci consiste avant tout à susciter la désagrégation morale des êtres, la perversion de l’enfance, par le biais de la femme, manipulée et destructrice. Il s’agit donc d’une volonté de contrôle totale, insidieuse, qu’on retrouve en examinant le bestiaire lié au mythe de la conspiration. Les comploteurs s’incarnent dans des bêtes rampantes et visqueuses : serpent, pieuvre qui enveloppe la terre de ses tentacules, araignée, mais aussi sangsues. Au visqueux s’ajoute le thème du vampire, qui aspire à la fois le sang, les richesses et l’âme, pour laisser des hommes et des pays exsangues. Enfin, pour lutter contre le complot, la seule arme semble être le feu, purificateur, rédempteur.
Tels sont les éléments structurants et les thèmes récurrents du mythe de la conspiration. Ceci défini, on peut avancer quelques explications. Si le thème du complot resurgit parfois avec tant de force, c’est qu’il est quelquefois instrumentalisé : ainsi la conspiration jésuite réapparaît lors de toutes les grandes luttes laïques. Souvent le mythe a également des fondements factuels réels : les francs-maçons existent bel et bien. Néanmoins, si la réalité historique peut constituer un point de départ, elle n’explique pas la formidable distorsion qui existe entre la réalité et sa relecture par le mythe. Au fond, le thème du complot pourrait être considéré comme une réaction paranoïaque de la société, qui se sent menacée par les bouleversements de la modernité naissante ; le thème du complot a eu une virulence particulière au tournant du XXe siècle. Le mythe de la conspiration est également le corollaire de la « recherche d’une église », d’une communauté de bien. Le complot est donc la « projection négative d’aspirations tacites, l’expression inversée de souhaits plus ou moins inconscients, mais toujours inassouvis. »

### Le sauveur
Pour esquisser les limites de ce mythe, Girardet prend deux exemples, l’un réel et l’autre imaginaire. Le premier est celui d’Antoine Pinay, « héros de la normalité », attaché à tout un ensemble de valeurs sociales, et appelé pour rétablir la stabilité. Le second est Tête d'or de Claudel, héros de l’exception, qui refuse au contraire les normes et les valeurs sociales, et amène le bouleversement et la gloire avant de chuter. Malgré leurs différences, il s’agit là de deux sauveurs dans lesquels s’incarne un destin collectif.
La « constellation » du sauveur se structure cette fois autour de quatre types.
- On trouve d’abord le modèle de Cincinnatus, c’est-à-dire celui du vieil homme expérimenté, qui, après avoir autrefois rendu service à la nation, s’est retiré, et qu’on rappelle pour faire face à un nouveau danger. C’est un appel que le présent, mû par un désir de permanence et de protection, fait au passé. Philippe Pétain, par exemple, correspond à ce modèle.
- On trouve ensuite le modèle d’Alexandre le Grand, dont la légitimité est ancrée dans le présent immédiat, et qui connaît le temps d’un éclair une gloire étincelante avant d’être foudroyé. Ce modèle s’incarne en Napoléon, et l’on y retrouve aussi Tête d’or.
- Le troisième type est celui de Solon, c’est-à-dire du père fondateur, dont la sagesse fait la légitimité.
- Le dernier type est celui de Moïse, le prophète, le guide, tel Napoléon prophétisant la libération des peuples à Sainte-Hélène, ou de Gaulle en 1958.

Si ces quatre modèles forment des types distincts, ils permettent aussi de relever des permanences, des structures parallèles. Ainsi le « processus d’héroïsation » se découpe-t-il toujours en trois phases : l’appel, l’avènement, puis les relectures postérieures de l’action du sauveur. De même, on peut dégager des constantes dans l’imagerie. Pour représenter le sauveur, on choisit des images faisant appel à la lumière et / ou à la verticalité : chêne, phare, flambeau, etc. Le thème majeur est donc celui du guide et du protecteur auquel on s’identifie, notamment par l’intermédiaire du Verbe.
Les facteurs explicatifs qui justifient le passage de la réalité au mythe sont nombreux. Ce qui crée le mythe, c’est d’abord le besoin d’un « révélateur idéologique » : le héros se trouve chargé d’un certain nombre de valeurs qui lui donnent un poids nouveau, excédant son poids réel. Pour qu’il y ait mutation de la réalité au mythe, il faut aussi que le sauveur soit conforme aux « modèles d’autorité » du pays dans lequel il intervient : ainsi Pétain avait-il l’autorité morale d’un instituteur, et les grades d’un militaire. L’apparition du sauveur est donc conditionnée par les attentes historiques et sociales d’une société donnée. Mais surtout, la création du mythe correspond à une crise de légitimité (lorsque la légitimité des institutions en place n’est plus évidente), qui se mue en crise d’identité (intériorisation du collectif par l’individu). Sur le plan collectif, l’identité sociale se recompose par l’adhésion à quelque chose – ou quelqu’un dans le cas du sauveur – de neuf, tandis que, sur le plan individuel, la reconquête de soi ne s’effectue que dans la soumission à autrui, à un nouveau père. Là encore, la création du mythe intervient pour répondre à une crise et à une angoisse de la société et de l’individu.

### L’âge d’or
Le mythe de l’âge d’or se définit par tout un ensemble d’images un peu nostalgiques. Ce sont « les temps d’avant », les bons vieux temps vécus ou historiques (la Grèce antique par exemple), qui s’opposent à une déchéance caractéristique du temps présent. Cet attachement aux temps anciens se caractérise par le souci de conserver des traces de ces époques (collections, retour cyclique des modes).
Le premier élément structurant du mythe de l’âge d’or est l’attention portée à la « pureté des origines ». Pour ce qui est des courants de pensée, on cherche à retrouver l’esprit des pères fondateurs (« premier » socialisme, etc.). Pour ce qui est de la société elle-même c’est l’état de nature qui est recherché, état de nature à l’image d’un Éden avant la faute, lorsque ni maladies ni travaux ne venaient entacher la vie de l’homme. Il y a donc une sorte de culte de l’innocence, du primitif, du naturel, auquel s’ajoute le rejet de la culture, considérée comme une dégénérescence, idée entretenue, entre autres, par Rousseau. Le second point de convergence est le culte porté aux grandes époques du passé, telles l’Antiquité ou la période médiévale, considérées comme des modèles à la fois sociaux et politiques. Enfin, le dernier élément structurant semble être l’attachement lié, cette fois, non à une époque, mais à un modèle social qui est le modèle rural : à la ville corruptrice, sale, délétère, empoisonnée par l’argent, s’opposent les valeurs de la terre (imagerie et thème repris par Pétain), solide et authentique. Il y a là une condamnation de la civilisation et du profit que l’on retrouve chez des hommes aussi divers que Rousseau, Proudhon, Drumont, ce qui démontre la puissance unificatrice de ce mythe.
Parmi les facteurs explicatifs, on trouve cette fois encore l’instrumentalisation politique, plus ou moins consciente. L’attachement à certains éléments du passé détermine une vision correspondante du présent et de l’avenir. Ainsi, la mise en valeur du Moyen Âge, au début du XIXe siècle, n’est-elle pas sans rapport avec la Restauration. Cependant, comme toujours, les facteurs politico-historiques ne suffisent pas à expliquer la transformation d’une réalité en mythe. C’est dans le malaise ressenti face à la société moderne qu’il faut chercher l’origine de la mythologie de l’âge d’or. L’avènement  d’une nouvelle société a occasionné une perte de repères : les noyaux de solidarités communautaires, clos sur eux-mêmes, qui caractérisaient la société rurale, ont été brisés (regret des fêtes de village unificatrices). La crainte liée à la perte de ces refuges, ajoutée aux nostalgies individuelles (souhait du retour à l’enfance), vient nourrir le mythe de l’âge d’or, à chaque fois que les accélérations du progrès viennent menacer les équilibres anciens.   

### L’unité
Le mythe de l’unité se définit par opposition au thème de la pluralité. Le premier pose, comme condition sine qua non du bonheur, l’unité et la communauté, lesquelles s’incarnent dans les banquets, les fêtes collectives, et aussi des expérimentations sociales comme les phalanstères. Pour les défenseurs de la pluralité (Benjamin Constant, entre autres), c’est la liberté individuelle qui prime toutes les autres valeurs. C’est donc dans cette opposition que s’est construite la nébuleuse mythologique de l’unité.
Le mythe de l’unité se structure autour des objectifs que ses défenseurs semblent s’être fixés. Le premier de ces objectifs paraît être la « reconstitution des fondements moraux et religieux de la politique », qui passe par une réunification du temporel et du spirituel, nécessaire pour ressouder la société. Cette unification a des issues fort différentes, selon qu’elle est orchestrée au bénéfice du politique (c’est la société civile de Rousseau) ou du théologique (selon les théories de Joseph de Maistre). Mais ce qui prime, par-delà cette différence de résultat, c’est la finalité commune, et les volontés similaires d’unité. La mystique de l’unité s’organise également autour du thème de la patrie. Il s’agit alors pour ses partisans de montrer que l’unité est préexistante à l’unification effective du pays – et à la Révolution française, qui en est l’instigatrice réelle –, et qu’elle doit être défendue coûte que coûte, ce qui explique l’importance que revêt la frontière dans l’imaginaire politique collectif.
Là encore, le mythe répond à un malaise sociétal, fort proche de celui qui motive le mythe de l’âge d’or. On retrouve la crainte d’une rupture du tissu social, provoquée par la spécialisation de chacun (séparation du clerc et du savant), la peur d’un affrontement entre des valeurs autrefois unies. Ce sont les effets délétères de la société moderne, de l’individualisme et du progrès qui sont une fois de plus mis en cause. Mais il y a dans le mythe de l’unité une charge supplémentaire de religiosité, une identification à Dieu, qui est Un.